# Carlo Perrin

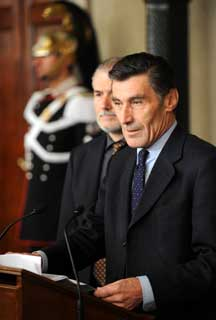
Carlo Perrin

Carlo Perrin (Torgnon, 1946) és un polític valldostà. Es llicencià en magisteri a l'Escola Normal d'Aosta, i treballà a la Biblioteca Municipal d'Aosta i de Châtillon. El 1976 ingressà a la Unió Valldostana fundà l'Associació Regional de Pastors Valldostans, de la que en fou president de 1984 a 1993, i presidí la Cooperativa Lletera de Valtournenche. Ha estat alcalde de Torgnon de 1975 a 1985 i de 1990 a 1993, i president de la Comunitat Muntanyenca de Monte Cervino de 1980 a 1985. El 1993 fou nomenat secretari d'UV i el 1996 president d'UV. Després de les eleccions regionals de la Vall d'Aosta de 2003 fou nomenat president del Consell de la Vall, però va dimitir el juliol de 2005. El febrer de 2006 va trencar amb UV i fou escollit senador a les eleccions legislatives italianes de 2006 per la llista Autonomia Llibertat Democràcia. Poc després fundà el partit Renouveau Valdôtain. Es presentà novament com a senador a les eleccions de 2008, però fou batut per Antonio Fosson